# Rola-gemedora
Rola-gemedora (nome científico: Streptopelia decipiens) é uma espécie de ave pertencente à família dos columbídeos. É uma ave residente generalizada na África ao sul do deserto do Saara, comum ou abundante perto da água. Eles frequentemente se misturam pacificamente com outras pombas.
Seu nome popular em língua inglesa é "Mourning collared dove".